# リリィ (thee michelle gun elephantの曲)
「リリィ」（Lily）は、日本のロックバンド、thee michelle gun elephantの3rdシングル。1996年10月19日、日本コロムビアより発売。

## 解説
- 前作から約2か月という早いスパンでのリリース。アルバム『High Time』先行シングル。
- 村上龍の『限りなく透明に近いブルー』にインスパイアされて作られた。

## 収録曲

### CD
1. リリィ (4:12)
2. 君に会いにゆこう (3:16)
3. オートマチック(super Karaoke) (2:12)

全作詞：チバユウスケ、作曲・編曲：thee michelle gun elephant

### アナログ
1. リリィ
2. スロー
2ndアルバム『High Time』に収録されている。